# Leandro Alem
För andra betydelser, se Leandro N. Alem (olika betydelser).

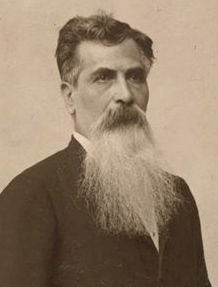
Leandro Nicéforo Alem

Leandro Alem, född 11 mars 1845 och död 1 juli 1896, var en argentinsk politiker.
Alem grundade 1891 det radikala partiet "Union civica radical", som tack vare honom snabbt växte sig större. När det konservativa partiet ändå förblev vid makten, gjorde Alem upprorsförsök åren 1892 och 1893, vilka båda misslyckades. År 1896 begick han självmord.